# Over the Hills and Far Away

„Over the Hills and Far Away”, primul și singurul EP al formației Nightwish.

Over the Hills and Far Away este un EP al formației metal simfonic Nightwish.